# Fedorivka, Bereznehuvate
Fedorivka (în ucraineană Федорівка) este un sat în comuna Romanivka din raionul Bereznehuvate, regiunea Mîkolaiiv, Ucraina.

## Demografie
Componența lingvistică a localității Fedorivka
     Ucraineană (94,36%)
     Rusă (5,64%)
Conform recensământului din 2001, majoritatea populației localității Fedorivka era vorbitoare de ucraineană (94,36%), existând în minoritate și vorbitori de rusă (5,64%).